# The Forbidden Thing
The Forbidden Thing er en amerikansk stumfilm fra 1920 af Allan Dwan.

## Medvirkende
- James Kirkwood som Abel Blake
- Helen Jerome Eddy som Joan
- Marcia Manon som Glory Prada
- King Baggot som Dave
- Gertrude Claire
- Jack Roseleigh som Jose
- Arthur Thalasso som Joe Portega
- Newton Hall
- Harry Griffith som Ryan
- Katherine Norton som Mrs. Ryan